# Som da Rua
Som da Rua foi uma banda de rock carioca idealizada por Liô Mariz e João Rodrigo Miranda em 1998. Após anos tocando covers em festivais, a banda passou a apostar em um repertório autoral a partir de 2002 e, em 2005, lançou o álbum Músicas para Violão e Guitarra, cujo extraiu o sucesso "Só uma Canção".
Após a morte do vocalista Liô Mariz em um acidente automobilístico em 2006, Emílio Dantas assumiu os vocais até o fim da banda em 2007.

## Formação
A banda surgiu em 1998, a partir de uma ideia de Liô e João Rodrigo, amigos de infância. Como ainda eram musicalmente incipientes (João havia acabado de comprar um baixo), precisaram da ajuda de Marcelo Rezende, irmão de Liô, guitarrista com nível técnico superior ao dos demais. O baterista Rodrigo Bonelli, convidado pelo baixista, levou consigo um percussionista, Carlos Conga.
Após o primeiro show, no aniversário do pai de Liô e Marcelo, convidaram o tecladista Flávio Armony, então conhecido como Palito, para ingressar no conjunto. O músico ficaria apenas por alguns meses, realizando três shows com a banda, sendo posteriormente substituído por Daniel Farjoun.
O final da década de 1990 foi ingrato para o rock brasileiro, havendo muito pouco espaço para novas bandas. As influências iniciais do Som da Rua eram bandas como O Rappa e Jota Quest, mais ligadas ao reggae e ao pop.

## Evolução
No mesmo ano, o Som da Rua participou do Fest Valda com duas músicas: A Ladeira, na categoria "Inédita", e A feira do grupo O Rappa, na categoria "Cover". Ficaram, respectivamente, com o quinto e terceiro lugares. A música indédita acabou figurando no CD oficial do evento. Bonelli e Conga deixaram a banda e, após uma rápida passagem de Juan Carlos, Fabrício Montezuma assumiu a bateria, mas sua estada seria curta, saindo após um desentendimento com os demais membros. Rapreto o substituiu provisoriamente, chamando, definitivamente, Renato Santoro para fechar a cozinha da banda. Nesse ínterim, Fabrizio Iorio assumiu a posição definitiva como tecladista. Com essa formação, a banda participou de diversos festivais e foi tornando-se conhecida no cenário das bandas independentes do Brasil.
Descontente com os rumos que a banda estava tomando, Marcelo Rezende abandonou o grupo em 2002, sendo provisoriamente substituído por Clower Curtis e, finalmente, por Diogo Salles. Com essa formação, a banda direcionou seu estilo para um som mais dinâmico, com influências de Beatles, Oasis e Foo Fighters.

### O primeiro álbum
Em 2004, a banda assina com a Deck Disc e, no ano seguinte, lança seu primeiro álbum: Músicas para violão e guitarra. Com o sucesso iminente, emplaca músicas nas rádios do país, especialmente na Rádio Cidade, do Rio de Janeiro, cuja programação era essencialmente formadas por pop rock e rock and roll.

### A morte de Liô Mariz
No dia 13 de dezembro de 2005, um acidente automobilístico no cruzamento das ruas Joana Angélica e Visconde de Pirajá, em Ipanema, tirou a vida de Liô Mariz. João Rodrigo também estava no carro, mas sofreu apenas ferimentos leves.
A banda decidiu não interromper seu trabalho, fazendo apresentações em homenagem ao falecido vocalista. Numa delas, foram formadas duas bandas com músicos de conjuntos independentes para tocar as músicas do Som da Rua, contando, inclusive, com a participação dos ex-componentes Marcelo Rezende, Palito, Clower Curtis e Rapreto.

### O fim
Após a morte de Liô, a banda perdeu seu contrato com a Deckdisc e com sua produtora, a Dala Mídia. No dia 30 de maio de 2006, Emilio Dantas, ex-líder da banda Patuvê e que também havia participado de homenagens a Liô, foi anunciado como vocalista. Após uma breve turnê, no entanto o Som da Rua encerrou suas atividades em 2007, uma vez que os membros ainda estavam abalados com a morte de Liô.

## Reuniões
No dia 23 de julho de 2008, o Som da Rua reuniu-se pela última vez para celebrar os dez anos da criação da banda. O show aconteceu no Teatro Odisseia e foi anunciado como "a última chance de ver a banda reunida no palco". Contou com as participações de ex-membros que já haviam tocado em homenagem a Liô Mariz.
Outra reunião da banda ficou marcada para o dia 14 de dezembro de 2012, no Espaço Acústica, Rio de Janeiro.

## Discografia
- Músicas para violão e guitarra (2005)

1. Só uma canção
2. Tudo em seu lugar
3. Ninguém aqui
4. Tanto faz
5. O avesso
6. Quando tudo acaba
7. Tão suspeitos
8. Pra esquecer
9. Boas novas
10. Pra nunca mais
11. O que se chama